# Praia Grande (São Paulo)
Pour les articles homonymes, voir Praia Grande.
Praia Grande est une municipalité de la microrégion de Santos, dans la Région métropolitaine de la Baixada Santista dans l'État de São Paulo, au Brésil. La population, selon le recensement démographique de 2013, est de 288 401 habitants et sa surface est de 145 km2 ce qui fait une densité démographique de 1 988,97 habitants par km2. La cité de Praia Grande est une des plus mouvementées du pays. Durant la haute saison, elle reçoit 1,4 million de touristes (plus de cinq fois sa population fixe qui augmente rapidement avec son accroissement de 56 000 habitants entre 2000 et 2009, Praia Grande reçut le titre de "la cité qui le plus croît au Brésil".

## Station balnéaire
Praia Grande est une des 15 municipalités considérées comme stations balnéaires par l'État de São Paulo, parce qu'elle remplit les exigences définies par la loi d'État . D'autres municipalités bien que n'étant pas balnéaires jouissent du même statut: ce sont les stations climatiques, hydrominérales et touristiques. Ce statut rend aux municipalités des subventions spéciales de la part de l'État pour la promotion du tourisme régional.

## Région métropolitaine
Praia Grande fait partie de la Région métropolitaine de la Baixada Santista qui comprend aussi Bertioga, Cubatão, Guarujá, Itanhaém, Mongaguá, Peruíbe, Santos, et São Vicente. Cette région fut créée par la loi complémentaire 815, du 30 juin 1996 et est ainsi la première Région métropolitaine brésilienne créée sans être une capitale d'État. La région compte 1 765 927 habitants, selon l'actualisation du recensement de l'IBGE publiée en 2013.

## Histoire[4]
Jusqu'environ 1000 av.J.-C., le territoire actuel de Praia Grande était occupé par un peuple qui nous a laissé des dépôts de coquillages, restes de nourriture appelés Sambaquis. Ce peuple qui disparut pour une cause inconnue avait des caractéristiques physiques différentes de celles des Indiens de langue tupi : les Tupinambas, les Tupiniquims et les Carijós rencontrés par les Portugais lors de leur arrivée au XVIe siècle.
La région fut une des premières colonisées par les Portugais au Brésil. Cette colonisation commença par l'arrivée de Martim Afonso de Sousa en 1532 pour diriger la capitainerie de São Vicente. La première vila fondée par l'explorateur envoyé par la couronne portugaise fut justement São Vicente dont l'actuel territoire de Praia Grande fit partie jusqu'en 1967.
Selon le recensement de 1765, entre les "Prayas de Taypus e Mongaguá", comme était connue la partie du littoral de l'actuelle Praia Grande, il y avait beaucoup de plantations et les agriculteurs utilisaient le travail de nègres affranchis et esclaves pour produire et fournir produits agricoles et d'artisanat à la vila de São Vicente et à Santos.
Dans les années 1800, les habitants élevaient du bétail et cultivaient du riz, du manioc, de la canne à sucre, du maïs, des légumes et du café. Les esclaves étaient beaucoup utilisés et constituaient plus de la moitié de la population. Ces activités et les plantations ont disparu. Il n'en reste le souvenir que dans certains noms de quartiers.
Depuis l'émancipation (séparation de São Vicente) en 1967, la cité profita de la nouvelle proximité du pouvoir municipal, augmenta son rythme de croissance et améliora la qualité de ses services publics.
Avec l'inauguration en juin 1976 de la première piste de la Rodovia dos Imigrantes qui relie São Paulo à Praia Grande et ensuite en juillet 1981 et mars 1982 du pont Esmeraldo Soares Tarquinio de Campos Filho (Ponto do Mar Pequeno) qui relie l'île de São Vicente à la cité, furent résolus deux problèmes à la fois : le soulagement de la circulation saturée sur le Pont Pênsil et la liaison directe avec la capitale sans passer par São Vicente et Santos pour accéder à la Via Anchieta.
Ainsi, Praia Grande devint ainsi la station balnéaire la plus proche de la capitale.
Cependant, ces facilités d'accès créèrent des problèmes d'infrastructure qui furent résolus à partir de 1993 quand la cité commença une vraie révolution: remaniement du transport public, pavage de plus de 90 % des rues, extension de la collecte des égouts avec traitement et rejet à 3 km de la plage, réurbanisation du front de plage et des points touristiques.

## Démographie
Jusqu'au début de la décennie de 1990, la plus grande partie des habitants de Praia Grande habitait près de la plage, se concentrant principalement dans la région comprise entre la plage du Boqueirão, où est situé le centre de la cité et la plage d'Ocian . Cependant, à partir des années 1990, le boom de la construction civile, survenu à cause d'un certain nombre de travaux d'infrastructure, d'urbanisation et de paysagisme qui avant cela était trop précaires, finit par attirer des milliers de familles vers la municipalité, à la recherche d'emplois offerts par les entreprises de construction. La grande augmentation de la population se fit dans la région comprise entre l'actuelle Voie Expresse Sud, la Rodovia Padre Manuel da Nóbrega et la Serra do Mar, créant les quartiers périphériques comme Jardim Quietude, Ribeirópolis et Jardim Samambaia, entre autres. Aujourd'hui, ils sont tous en voie d'urbanisation avec écoles, crèches, transport public et pavage d'une grande partie de ses rues.
En 2014, l'IBGE estimait la population de Praia Grande à 293 695 personnes.
- Densité de la population: (hab./km2): 2, 04
- Mortalité infantile jusqu'à un an: 16,30 ‰
- Taux d'alphabétisation: 96,30 %
- Indice de développement humain (IDH-M): 0,840
  - IDH-M Revenu: 0,810
  - IDH-M Longévité: 0,802
  - IDH-M Éducation: 0,908

- Espérance de vie (années): 70,30
- Taux de fécondité (enfant par femme): 2,12

## Climat
Le climat de Praia Grande est subtropical humide sans mois sec avec des étés chauds et des hivers doux. Le mois de janvier est le plus chaud avec une moyenne de 24 degrés et le mois le plus froid est juillet avec une moyenne de 17 degrés centigrades.

## Territoire
Ses limites sont :
- São Vicente (nord-est) ;
- Océan Atlantique (est, sud-est et Sud) ;
- Mongaguá (ouest) ;

Il y a encore une limite maritime avec les municipalités de Santos (nord-est) et Guarujá (est) dans les eaux de la Baie de Santos qui baigne l'extrême est de la cité et s'unissent à la Mar Pequena par le détroit de la colline des Barbosas où se trouve le Ponte Pensil.

## Topographie
O Rio Piaçabuçu (pt), qui naît au centre géographique de la municipalité (et sert de limite avec São Vicente) débouche dans la Mar Pequena, transformant toute la Zone Est de Praia Grande en une péninsule.
Le nord, nord-est et une partie de l'ouest de la cité est de collines où l'altitude augmente en direction du nord où se trouve le plateau de la capitale.
Le reste de la cité est plaine littorale.

## Plage et Balnéaires

### Balnéaires
- Balnéaire Flórida
- Balnéaire Paquetá
- Balnéaire Maracanã
- Balnéaire Intermares (Portinho)

### Plages
- Plage du Forte
- Plage du Boqueirão
- Plage de Guilhermina
- Plage de Aviação
- Plage de Tupi
- Ocian
- Plage Mirim
- Plage de Caiçara
- Plage de Imperador
- Plage de Solemar

## Quartiers
Praia Grande est divisée en trois districts : le District Siège, le District de Samaná dans la région des collines et dans le district de Solemar proche de la limite avec Mongagua.
Les quartiers peuvent être des "quartiers de bord de mer" qui se trouvent entre la Rodovia Padre Manoel da Nóbrega et la plage des" quartiers périphériques" situés entre la route et les collines ou le Rio Piaçabuçupraia, et ce que l'on appelle "Região Serrana de Samará".
Tableau des quartiers du nord au sud :
|                     | Quartiers de l'intérieur | Quartiers en bord de mer                                                          |
| District Siège      | ▲ N Xixová (pt) Intermares Tude Bastos (pt) Glória Jardim Guaramar Vila Sônia Maxland São Jorge Caieiras (pt) Tupiry Anhanguera (pt) Jardim Quietude Parque Perticaratti Santa Marina | Canto do Forte (pt) Boqueirão Guilhermina (pt) Aviação (pt) Tupi (pt) Ocian Mirim |
| District de Solemar | Andaraguá Nova Mirim Ribeirópolis Parque das Américas Jardim Alice Jardim Esmeralda Jardim Samambaia Sanharol Melvi Jardim Princesa Cidade da Criança ▼ S                             | Maracanã (pt) Aloha Caiçara Imperador Jardim Real Flórida Solemar (pt)            |

## Hidrografia
Avec 23 km de longueur, la côte de Praia Grande est divisée en 11 plages:
- Forte,
- Boqueirão,
- Guilhermina,
- Aviação,
- Tupi,
- Ocian,
- Vila Mirim,
- Vila Caiçara,
- Jardim Real,
- Balneário Florida et
- Solemar,

Le centre de la cité est au Boqueirão. Cependant le centre administratif est à Mirim où fut transférée la mairie. À l'intérieur, il y a quelques mangoves .
- Rio Piaçabuçu
- Rio Mambu
- Rio Aguapeí
- Rio Branco
- Rio Itinga
- Atlântico

## Égouts et eau potable
Dans le domaine de l'assainissement, Praia Grande a donné un grand saut qualitatif depuis 2006.
Le programme « Onda Limpa » du gouvernement de l'État de São Paulo entra en action et investit plus de 90 millions de Réais dans la municipalité, avec la conséquence d'une couverture de 100 % de couverture en collecte et traitement des égouts, en plus de la construction du troisième émissaire sous-marin à Solema qui va définitivement finir avec la pollution des plages qui sont déjà très propres.
Praia Grande possède deux systèmes d'approvisionnement en eau potable. L'un d'eux est également utilisépar Santos, São Vicente et Cubatão avec captage dans le bassin du Rio Cubatão. Ce système est responsable pour l'approvisionnement de la plus grande partie de la cité. Il y a aussi un second système avec un captage dans la Serra do Mar près de la Cachoeira do Guariuma, ce système est partagé avec Mongaguá.

## Médias
Au téléphonie, la ville était desservie par Telecomunicações de São Paulo. En juillet 1998, elle a été rachetée par la société espagnole Telefónica, qui a adopté la marque Vivo en 2012.
À l'heure actuelle est un opérateur de téléphonie mobile, téléphonie fixe, internet (fibre optique/4G), et télévision (satellite et câble).